# Gilbert Mazliah
Gilbert Mazliah (* 27. Dezember 1942 in Genf; heimatberechtigt in Genf und Russo) ist ein Schweizer Künstler. Sein Werk umfasst Malerei, Zeichnungen, Keramik, Fotografie, Video, Film, Land Art, Performance und Texte.

## Leben und Werk
Mazliah unterrichtete von 1979 bis 2005 als Professor an der Hochschule für bildende Kunst (École Supérieure des Beaux-Arts) in Genf. Er stellte seine Werke seit den 1970er-Jahren in über 50 Einzelausstellungen in Galerien im In- und Ausland aus. Zudem erhielt er verschiedenen Preise und 1981 ein Eidgenössisches Kunststipendium.
Mazliah befasst sich u. a. mit dem Gedankengut und Schriften von Carl Gustav Jung. So zielen seine Arbeiten, die sich um den Menschen auf der Suche nach sich selbst drehen, darauf ab, die Räume des Bewussten und des Unbewussten auf sichtbare, bildhafte Weise zusammenzubringen.
Mazliah führt seit 1983 Tagebücher. Er unternahm zahlreiche Reisen, so nach Südindien und Afrika. Nach dem Verlust seiner 64 Notizbücher im Jahr 2003 beschloss er diese zu rekonstruieren. Die daraus entstandenen vier Bände gab er 2014 unter dem Titel Marche au milieu de la vie – Coffret 4 volumes  heraus.
1989 gründete er den Verein zur Förderung der Kreativität des Einzelnen «here now», den er bis 2002 leitete. Neben seiner eigenen künstlerischen Arbeit unterrichtet er in privaten Kursen und Praktika.
Gilbert Mazliah ist der Vater des Tänzers und Choreografen Fabrice Mazliah (* 13. August 1972).